# 盖尔希斯海姆
盖尔希斯海姆是德国巴伐利亚州的一个市镇。总面积15.75平方公里，总人口798人，其中男性420人，女性378人（2011年12月31日），人口密度51人/平方公里。